# Tunnbröd

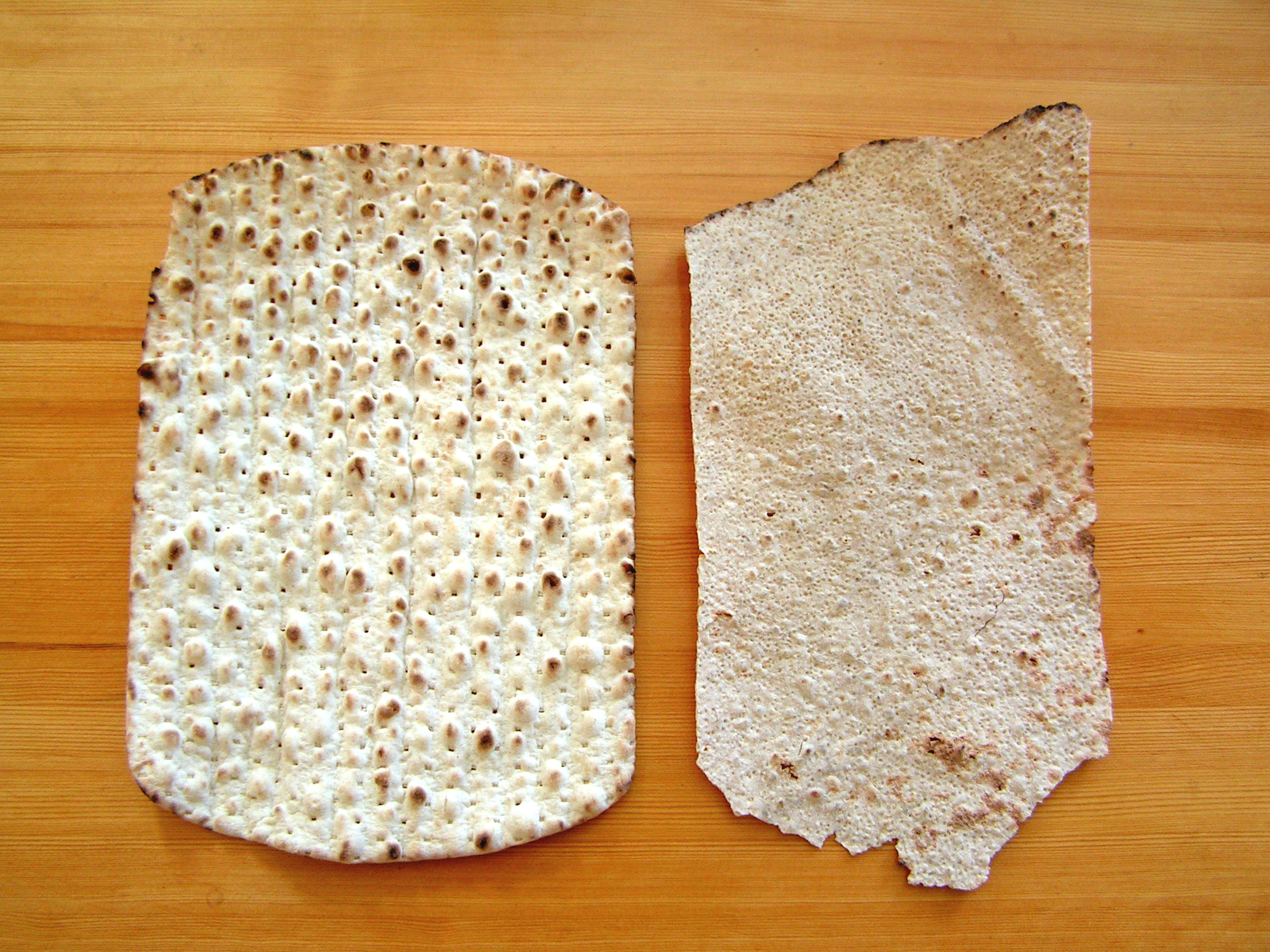
Till vänster ett modernt bageribakat tunnbröd bakat på vetemjöl, rågmjöl, jäst och hjorthornssalt. Till höger ett osyrat tunnbröd bakat i bagarstuga på kornmjöl, mjölk, vatten och salt.

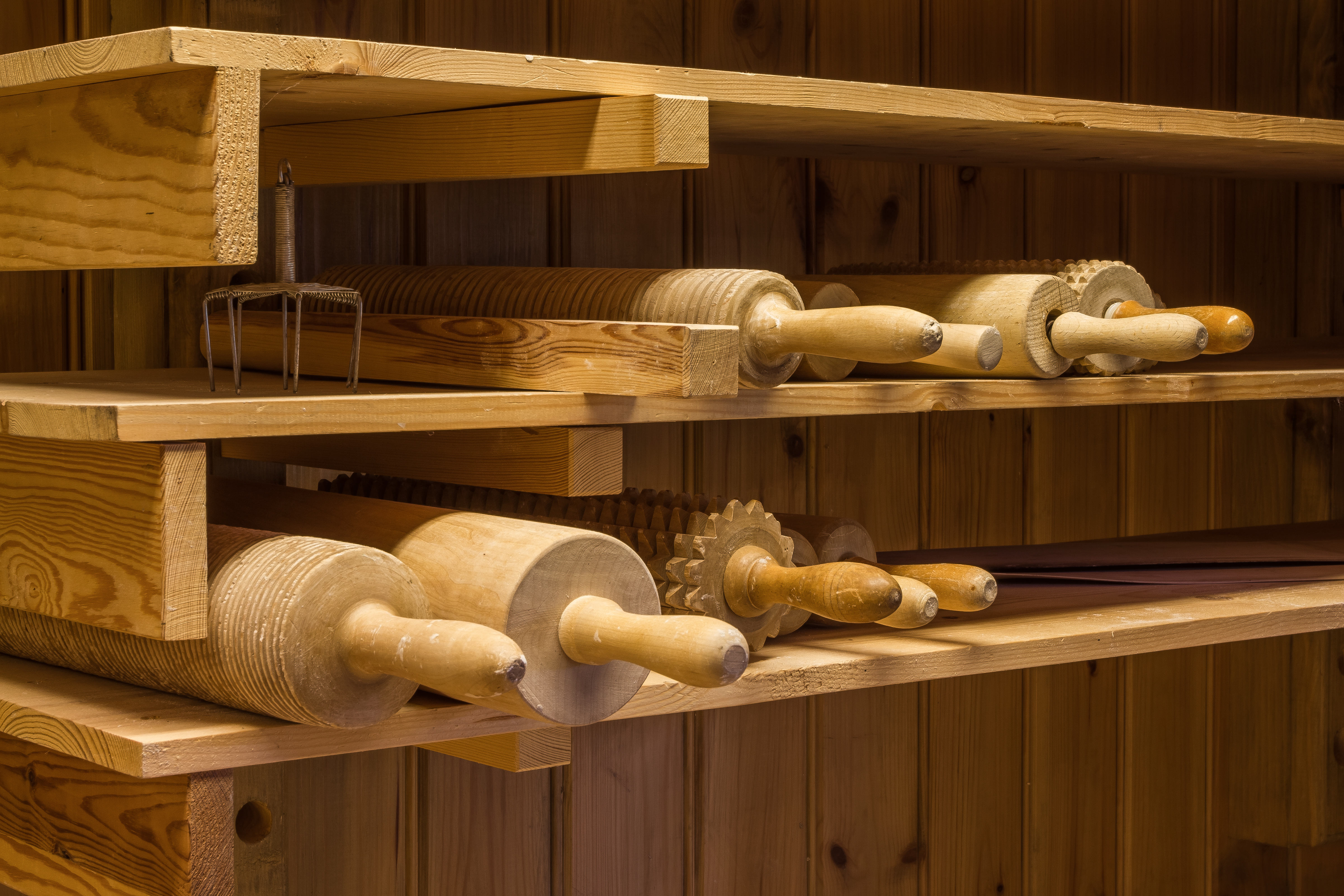
Kavlar och andra redskap för tunnbrödsbak.

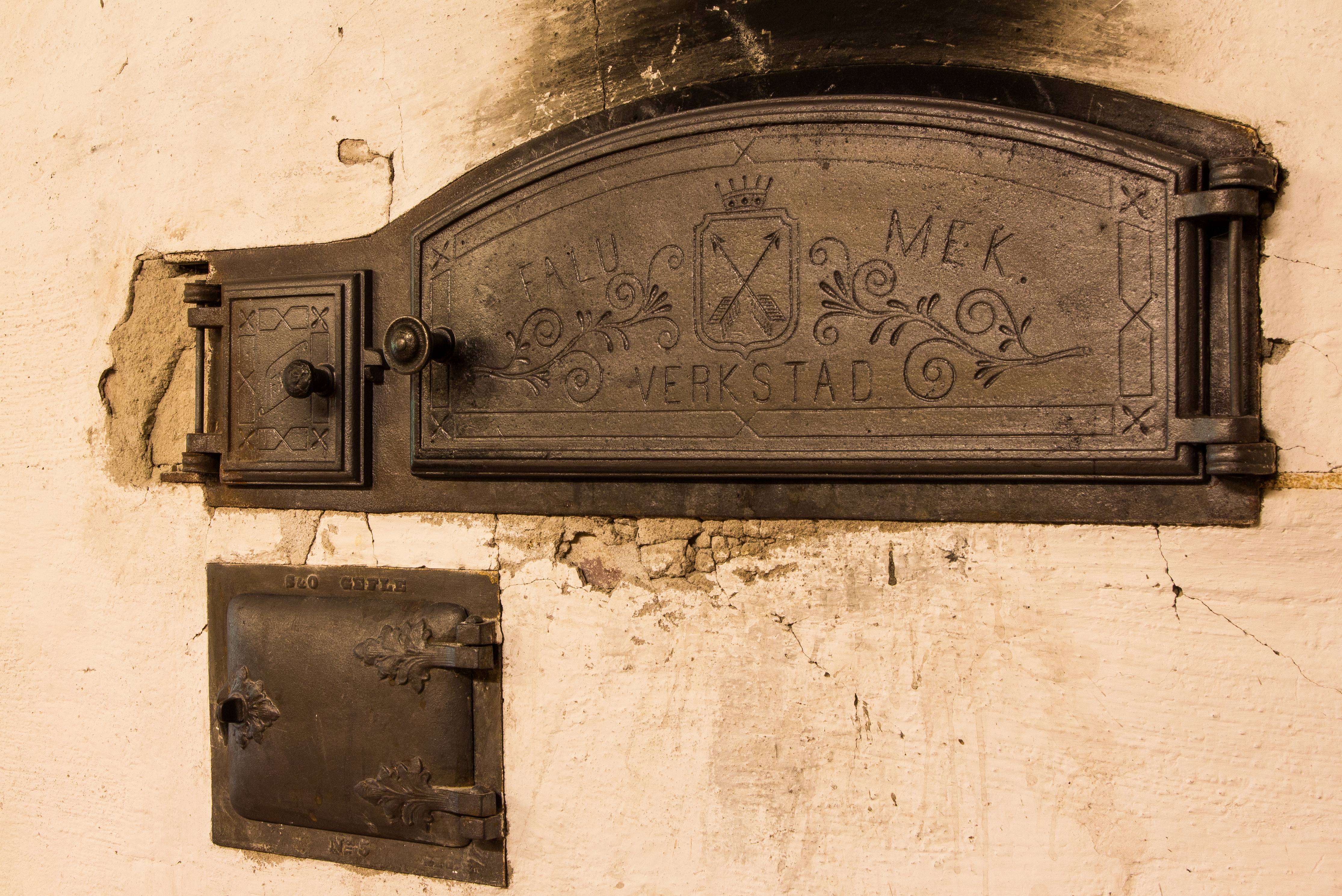
Bakugn för tunnbröd. Bagarstugan, Hedemora gammelgård.

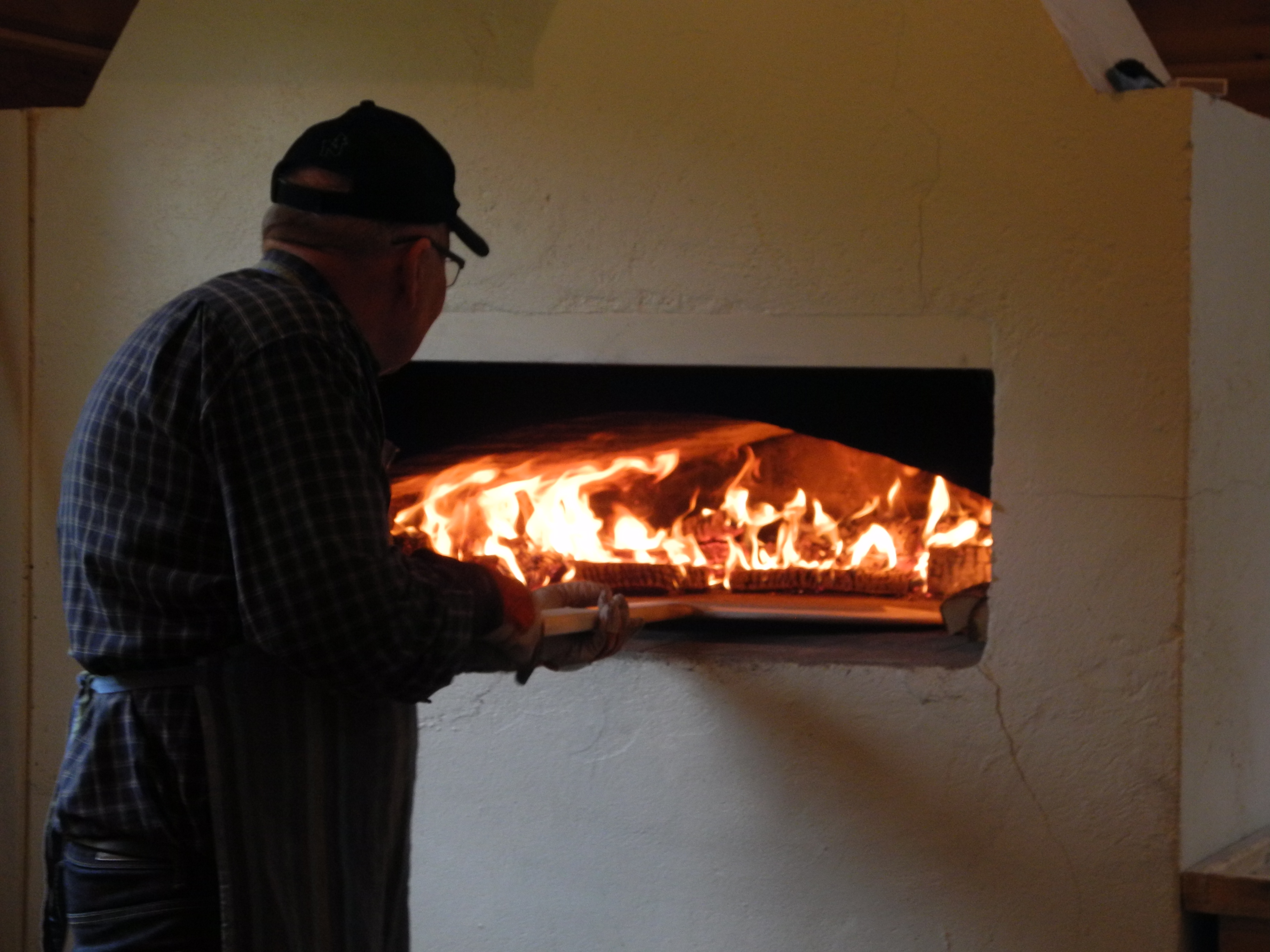
Tunnbrödsbakning i vedeldad ugn i bagarstuga i Vilhelmina, Västerbotten.

Tunnbröd är ett traditionellt svenskt tunt matbröd som kan vara mjukt eller hårt. Det är ofta ojäst. Förr var tunnbröd i regel baserat på korn- eller havremjöl, medan mjöl av råg och vete är vanligare nuförtiden. Tunnbröd förknippas främst med norrländsk mattradition.

## Tillagning
Olika sorters mjöl kan användas till svenskt tunnbröd. Traditionellt har korn- eller havremjöl använts, medan råg- och/eller vetemjöl är vanligare inom nutida brödtillverkning.
Potatis är vanligt i tunnbröd från Dalarna och Norrbotten. Som jäsmedel används jäst och hjorthornssalt. Degen kavlas ut mycket tunt och med en kruskavel eller nagg pickas ytan så att det inte ska bildas stora blåsor när brödet gräddas i vedeldad ugn eller på elektriska hällar.

## Historia
Tunnbrödet har en lång historia i Sverige, och brödtypen baseras på människans ursprungliga sätt att baka bröd – på en häll och sedan upplyft på en pinne och vikt i fyra delar. Beroende på lokala förutsättningar har både tillagning och ingredienser kommit att ge ett antal olika regionala brödtyper.
Tunnbröd betraktas ofta som ett norrländskt bröd. Korn är det spannmål som har kunnat odlas i norra Sverige och av det bakades tunna ojästa brödkakor – tunnbröd. Innan andra sädesslag började odlas i södra och mellersta Sverige var tunna bröd bakade med korn vanliga även där. 
Fram till 1500-talet bakades tunnbröd uteslutande på korn. Illustrationer i Olaus Magnus bokverk om de nordiska folken (publicerad första gången 1555) visar hur män och kvinnor bakade tunna bröd på hällar av järn över öppen eld. Brödet bakades för att förvaras under lång tid, så kallad förrådsbakning. Det malda mjölet konserverades genom gräddningen och på så sätt kunde spannmålen bevaras under mycket lång tid, så länge som 20 år enligt den norske författaren och prästen Peder Clausson Friis.

## Varianter
Svenskt tunnbröd finns i olika varianter och utformningar. Gemensamt för dem är – enligt Tunnbrödsakademin – bland annat att de alla är kavlade, naggade och bakade under kort tid i hög temperatur. Att bröden är naggade skiljer dem från flera andra tunna brödsorter från bland annat Medelhavsområdet (se vidare gyros, lavash och pitabröd). 
Den allmänna beteckningen tunnbröd är i norra Västerbotten namnet för ett ojäst tunnbröd av kornmjöl.
I norra Västerbotten kallas hårt tunnbröd ofta ljusugnsbröd, vilket endast kan bakas när bakugnen har ljusnat och inget sot är kvar i ugnstaket, det är tecknet på att bakugnen är riktigt varm. Innan ugnen ljusnat kan man baka mjuka bröd som till exempel halv-tjockkaka, mjukkaka eller hällakaka, även kallad kakun, som är en tjockare variant av tunnbröd; denna påminner om de bohuslänska varianterna bohuskaka eller hönökaka.
Andra regionala varianter listas nedan: 
- Blodbröd eller palttunnbröd – tunnbröd innehållande blod, och en traditionellt norrländsk brödtyp med gamla anor. Brödtypen ska inte sammanblandas med de mellansvenska och lite tjockare paltbrödskakorna.[2]

- Fenka – hårt och lite tjockare tunnbröd från norra Västerbotten. I maträtten med samma namn har brödet brutits i bitar och kokat mjukt i buljong.[2]
- Ghakkú – segt och tjockt, samiskt tunnbröd, traditionellt använt som färdkost i norra Norrlands fjälltrakter.[2]
- glödhoppa (Hälsingland) eller sladdkaka (Ångermanland) – tjockare tunnbröd, bakat med filmjölk och bikarbonat.[2]

- Kavelgris – ett mjukt tunnbröd från Dalarna, innehållande potatis och kryddor.

- Klådda – ett norrbottniskt mjuk tunnbröd med små och halvsega brödkakor. Degen innehåller sirap och fett.[2]

- Tuttul (Rättvik), tyta (Järna), tuta (Gagnef[2]) eller tôlla (Malung) – ett mjukt tunnbröd från Dalarna, ofta innehållande potatis.[2]

## Användning
Hårt tunnbröd äts som egen maträtt, som tillbehör till måltiden eller vid särskilda tillfällen som till surströmming. 
"Bryta" kallas den rätt som uppkommer då man bryter hårt tunnbröd i småbitar och äter i djuptallrik tillsammans med mjölk eller fil och sylt. "Blöta" kallas den norrländska variant av dopp i grytan där hårt tunnbröd används i stället för vörtbröd. Man kan även blötlägga tunnbrödet i varm mjölk och äta med smör som får smälta, till förstärkt frukost. I Jämtland kallas maträtten där man bryter ner hårt tunnbröd i mjölk och tillsätter sylt, för "brösull" (äldre: "brôusull"). I Ångermanland kallas maträtten för "bryta" eller "bröta" och i Norr- och Västerbotten "bruttu" (används filmjölk kallas rätten för "filbruttu"). På pitedialekt heter det i stället smolanedi (smula-ned-i). I Sollerön i Dalarna kallas rätten "mjoksull".
Mjukt tunnbröd kan ätas som en smörgås med smör eller fyllas likt tortillabröd med olika matiga fyllningar för att sedan vikas eller rullas ihop till en tunnbrödsrulle (även kallad -klämma och -wrap).
Hudiksvalls kommun serverar tunnbrödslasagne i skolor och förskolor (läst 2023), en linsbaserad lasagne med tunnbröd istället för pastaplattor.